# Lo kong ching chuen
Lo kong ching chuen (chiń. 老港正傳; pinyin Lǎo gǎng zhèngzhuàn) – hongkoński komediowy dramat filmowy w reżyserii Samsona Chiu, którego premiera odbyła się 14 czerwca 2007 roku.

## Obsada
Źródło: Filmweb

- Anthony Wong – Zhou Heung-Kong
- Karen Mok – Min
- Ronald Cheng – Chong
- Teresa Mo – Ying
- Andrew Lin
- Paw Hee–ching
- John Sham

## Nagrody i nominacje
W 2007 roku podczas 26. edycji Golden Rooster Awards Karen Mok była nominowana w kategorii Best Supporting Actress do nagrody Golden Rooster. Podczas 12. edycji Huabiao Film Awards film zdobył nagrodę Huabiao Film Award w kategorii Outstanding Co-Produced Film.